# Crackdown
Crackdown ist ein Actionspiel von Realtime Worlds, das am 23. Februar 2007 für die Xbox 360 erschienen ist. Es handelt sich um ein Open-World-Spiel in futuristischem Szenario.

## Handlung
Eine fiktive Stadt namens Pacific City ist dem Untergang durch Verbrecherbanden geweiht. In einem kurzen Einführungsintro wird erklärt, dass sich im Laufe der Zeit drei führende Verbrecherbanden gebildet haben:
- Los Muertos („Die Toten“) ist eine spanische Bande, die eine der drei Inselabschnitte von Pacific City unter ihrer Kontrolle hat,
- Wolk ist eine Art russische Mafia, die die zweite Insel unter ihrer Kontrolle hat,
- Shai Gen ist eine chinesische Bande, die die letzte der drei Inseln besitzt

Als einzige Gegenwehr gibt es die sogenannte Agency, eine Art Polizei. Ihr Hauptsitz befindet sich in der Mitte der drei Inselbereiche von Pacific City und wird „Der Bau“ genannt. Die Agency lässt sich auf einen skrupellosen Doktor ein, der sogenannte Agents erschafft. Diese Agents sind Superpolizisten, die mit herausragenden Fähigkeiten versehen sind.

## Spiel
Der Spieler schlüpft in die Rolle eines Agents. Er kann seinen Agent in fünf Fähigkeitskategorien verbessern:
- Flinkheit (Schnelles Laufen und hohe Sprünge)
- Fahren (schnellere Reflexe)
- Sprengstoff (größerer Explosionsradius)
- Waffen (genaueres Zielen)
- Kraft (Stärkere Nahkampfangriffe und mehr HP)

Hauptziel ist es, die Anführer der drei Verbrecherorganisationen auszuschalten.
Ähnlich wie in GTA ist in Crackdown vieles dem Spieler überlassen. Zudem gibt es Nebenhandlungen und -aufgaben, denen der Spieler nachgehen kann. Im Gegensatz zu GTA hat Crackdown jedoch keine Storyelemente, die direkt mit dem Spieler interagieren, wie zum Beispiel Dialoge oder Cutscenes. Vielmehr ist seine einzige Informations- bzw. Storyquelle eine Art Communicator, über den er Informationen zu den einzelnen Gegnern erhält.

## Indizierung
Die BPjM hatte den Titel im April 2007 mit sofortiger Wirkung indiziert. Eine Indizierung belegt das Spiel mit einem Verbreitungs- und Werbeverbot. Die Indizierung des Videospiels wurde im Mai 2017 wieder aufgehoben.

## Rezeption
Crackdown wurde zumeist positiv bewertet. Bei Metacritic hält das Spiel 83 von 100 Punkten, aufbauend auf 75 Kritiken. Aus 420 Nutzerbewertungen ergibt sich ein Stand von 7,9 aus 10 Punkten (September 2023). Im Katalog von MobyGames hat der Titel einen „Moby Score“ von 8. Basierend auf 63 Kritikermeinungen ergibt sich eine durchschnittliche Bewertung von 82 % (September 2023). Trotz der reduzierten und auf Dauer eintönigen Spielmechaniken könne das Spiel für kurze Zeit gut unterhalten.
Bei IGN fragt sich Douglass C. Perry, wie ein dermaßen „einfaches und unkompliziertes Spielprinzip“ – Bossgegner erschießen und Punkte sammeln, um bessere Waffen und Ausrüstung zu erhalten – so „süchtig“ machen könne. Der Titel im Stil von Grand Theft Auto III biete mit seiner Action ein „unschlagbares Gefühl von süchtig machendem Spaß“, der allerdings für die meisten Spieler eher von kurzer Dauer sein sollte. Jenseits der Kernmechaniken habe Crackdown wenig zu bieten. Das Spiel wirke oft uneinheitlich und sowohl Geschichte als auch Musik seien sehr schwach.
Gabe Graziani schließt sich bei GameSpy dem Urteil an, dass Crackdown zumindest auf kurze Dauer eine „befriedigende Spielerfahrung“ biete. Dabei hebt er insbesondere der Grafikstil und die Charakterprogression hervor. Da sowohl der Single- als auch Multiplayer auf längere Zeit wenig Abwechslung bieten würden, erwartet Graziani nur eine eingeschränkte Langlebigkeit.
Bei Gamepro wird der Titel sowohl spielerisch als auch technisch gelobt. Die Grafik sei „fantastisch“, die „geniale Musik“ versetze einen in genau die richtige Stimmung. Akustische Signale unterstützten sinnvoll das Kampfgeschehen. Es gäbe ein paar kleinere Mängel, die die Spielerfahrung aber kaum trübten, und insgesamt mache Crackdown „lächerlich viel Spaß“.

## Zweiter Teil
Crackdown 2 übernimmt das Third-Person-Shooter-Spielprinzip in einer offenen Welt des Vorgängers. Die Geschichte beginnt zehn Jahre nach den Ereignissen des ersten Spiels. Pacific City liegt in Trümmern und wird von mutierten Freaks überrannt. Der Spieler steuert Agent, ein Mitglied einer von der Stadt finanzierten Agentur, die die Ordnung aufrechterhalten soll. Die mutierten Freaks werden von einer Anti-Agentur-Gruppe namens Cell unterstützt und organisieren sich in einer schwer bewaffneten Terrorgruppe. Die meisten der Ziele in der Hauptkampagne konzentrieren sich auf den Boden, Kämpfe gegen die mutierten Freaks in der Nacht und gegen die Zelle während des Tages. Die Geschichte selbst wird in der Regel durch Audio-Logs, die während der Erkundung der Stadt gefunden werden können, erzählt.

### Entwicklung
Das Spiel wird von Ruffian Games entwickelt und nicht von Realtime Worlds, wie der Vorgänger. Allerdings wurde Ruffian mit einer Anzahl von Mitarbeitern von Realtime Worlds gegründet. Crackdown 2 war von Ende 2010 bis Juli 2017 durch die BPjM auf Liste A des Index gesetzt worden.

## Dritter Teil
Crackdown 3 wurde erstmals auf E3 2014 als Xbox-One-Exklusivtitel angekündigt. Auf der Gamescom 2015 am 7. August 2015 wurde weitere Details bekannt gegeben.
Auf der E3 2017 wurde ein Veröffentlichungsdatum von Crackdown 3 offiziell bekanntgegeben. Crackdown 3 sollte zunächst am 1. November 2017 für die Xbox One und Windows 10 erscheinen, wurde später aber auf 2018 verschoben. Nach einer weiteren Verschiebung erschien das Spiel nun am 15. Februar 2019.